# 徐繼儒
徐繼儒（1857年—？），或名徐繼孺，山東省曹縣（今山東省曹縣）人，清朝政治人物、進士出身。

## 生平
同治十二年（1863年）拔貢。光緒十四年（1888年），登山東鄉試舉人，為山東黃縣訓導。光緒十六年（1890年）高中二甲第四名進士，同年五月，改翰林院庶吉士。光緒十八年五月，散館，授翰林院編修。次年，改陝西鄉試副考官。光緒二十年，任河南學政。光緒二十三年。任山西補用知府。

## 家族
外孫女徐氏，適高聖堯，養女高耀潔。

## 遺跡
徐继儒故居，现为曹县县级文物保护单位。

## 外部連結
- 徐繼儒 （页面存档备份，存于） 中研院史語所